# NGC 1265
NGC 1265 és una galàxia el·líptica i radiogalàxia Fanaroff i Riley de classe 1 localitzada a la constel·lació de Perseu, un membre del cúmul de Perseu.